# Индийски козодой
Индийски козодой (Caprimulgus asiaticus) е вид птица от семейство Caprimulgidae.

## Разпространение
Видът е разпространен в Афганистан, Бангладеш, Виетнам, Индия, Иран, Камбоджа, Лаос, Мианмар, Непал, Пакистан, Тайланд и Шри Ланка.